# Аушиш, Адиль
Ади́ль Ауши́ш (фр. Adil Aouchiche; родился 15 июля 2002, Ле-Блан-Мениль) — французский футболист, полузащитник английского клуба «Сандерленд», выступающий на правах аренды за клуб «Абердин».

## Клубная карьера
Выступал за футбольные академии клубов «Митри-Мори» и «Трамбле». С 2014 года выступал в составе академии «Пари Сен-Жермен». В основном составе ПСЖ Адиль дебютировал 30 августа 2019 года, выйдя в стартовом составе на матч французской Лиги 1 против «Меца». Он стал самым молодым игроком, вышедшим в стартовом составе «Пари Сен-Жермен» в чемпионате.
20 июля 2020 года  на правах свободного агента перешёл в «Сент-Этьен», подписав с клубом первый в своей карьере профессиональный контракт.
В сезоне 2022/23 выступал за клуб «Лорьян».
1 сентября 2023 года перешёл в английский клуб «Сандерленд».

## Карьера в сборной
Сам Адиль родился во Франции, но его родители родом из Алжира, поэтому он может выступать за сборные Франции либо Алжира. С 2018 года выступает за юношеские сборные Франции. В 2019 году в составе сборной Франции по 17 лет сыграл на чемпионате Европы и стал лучшим бомбардиром турнира с 9 забитыми мячами. Сборная Франции на турнире дошла до полуфинала. Таким образом он побил бомбардирский рекорд турнира, ранее принадлежавший Одсонну Эдуару и Амину Гуири.

## Статистика выступлений
По состоянию на 21 ноября 2020 года
| Клуб             | Сезон            | Лига | Лига | Кубок | Кубок | Еврокубки | Еврокубки | Прочие | Прочие | Итого | Итого |
| Клуб             | Сезон            | Игры | Голы | Игры  | Голы  | Игры      | Голы      | Игры   | Голы   | Игры  | Голы  |
| ---------------- | ---------------- | ---- | ---- | ----- | ----- | --------- | --------- | ------ | ------ | ----- | ----- |
| Пари Сен-Жермен  | 2019/20          | 1    | 0    | 2     | 1     | 0         | 0         | 0      | 0      | 3     | 1     |
| Пари Сен-Жермен  | Итого            | 1    | 0    | 2     | 1     | 0         | 0         | 0      | 0      | 3     | 1     |
| Сент-Этьен       | 2020/21          | 11   | 2    | 0     | 0     | 0         | 0         | 0      | 0      | 11    | 2     |
| Сент-Этьен       | Итого            | 11   | 2    | 0     | 0     | 0         | 0         | 0      | 0      | 11    | 2     |
| Всего за карьеру | Всего за карьеру | 12   | 2    | 2     | 1     | 0         | 0         | 0      | 0      | 14    | 3     |